# Józef Smoleński
Józef Smoleński (n. 18 septembrie 1894, Gostkowo⁠(d), Ciechanów County⁠(d), Mazovia, Polonia – d. 19 ianuarie 1978, Londra, Anglia, Regatul Unit) a fost soldat al Legiunilor Poloneze⁠(d) în Primul Război Mondial și general de brigadă al Armatei Poloneze⁠(d). A luptat în Primul Război Mondial, în Războiul Polono-Sovietic și în al Doilea Război Mondial, servind în forțele militare din 1914 până în 1945.

## Biografie
Născut la 18 septembrie 1894 în satul Gostkowo, Polonia Congresului controlată de ruși, Smoleński a studiat la Universitatea din Liège⁠(d) (Belgia) și la Universitatea de Științele Vieții din Varșovia⁠(d), unde s-a alăturat Asociației Pușcașilor și s-a mutat din Congresul Poloniei în Galiția austriacă.
La 6 august 1914, Smoleński a mărșăluit din Cracovia spre Polonia Rusă, ca soldat al Plutonului 2, Prima Companie de Cadre. Apoi a servit în Regimentul 1 Ulani din Władysław Belina-Prażmowski. După Criza jurământului, a fost internat de germani la Szczypiorno, pentru a fi eliberat în noiembrie 1918. Smoleński s-a alăturat apoi nou-createi armate poloneze, servind până în septembrie 1922 în Regimentul 7 Ulani din Lublin. Apoi a studiat la Wyższa Szkoła Wojenna din Varșovia. După absolvire, a devenit ofițer al Marelui Stat Major Polonez, iar în 1925–1928 a servit în Divizia a 4-a Cavalerie din Liov.
În mai 1930, Smoleński a fost numit comandant al Regimentului 2 Grochow Ulan, staționat la Suwałki. În august 1935, a fost trimis la Centrul de pregătire a cavaleriei din Grudziądz, pe care l-a comandat până în noiembrie 1938. În februarie 1939, Smoleński a devenit șef al celui de-al doilea departament al Statului Major Polonez.
După Invadarea Poloniei în 1939, Smolenski a reușit să evadeze în Franța. În mai 1940, generalul Władysław Sikorski l-a numit adjunct al generalului Kazimierz Sosnkowski, comandantul Uniunii Luptei Armate. Folosind numele de război Lukasz, Smoleński a fost responsabil pentru sabotarea și planificarea unei revolte armate în Polonia ocupată. În august 1940, după prăbușirea Franței, a venit la Londra și a fost numit comandant al Departamentului Secund al Statului Major. A fost unul dintre principalii consilieri ai generalului Sosnkowski. În 1941–1945 a ocupat diferite posturi în Forțele Armate Poloneze din Vest, inclusiv comandant al Diviziei a 3-a de pușcași Carpați. După război, a fost membru activ al comunității poloneze și președinte al Institutului Józef Piłsudski din Londra. La 1 ianuarie 1964 a fost avansat la gradul de general de brigadă.

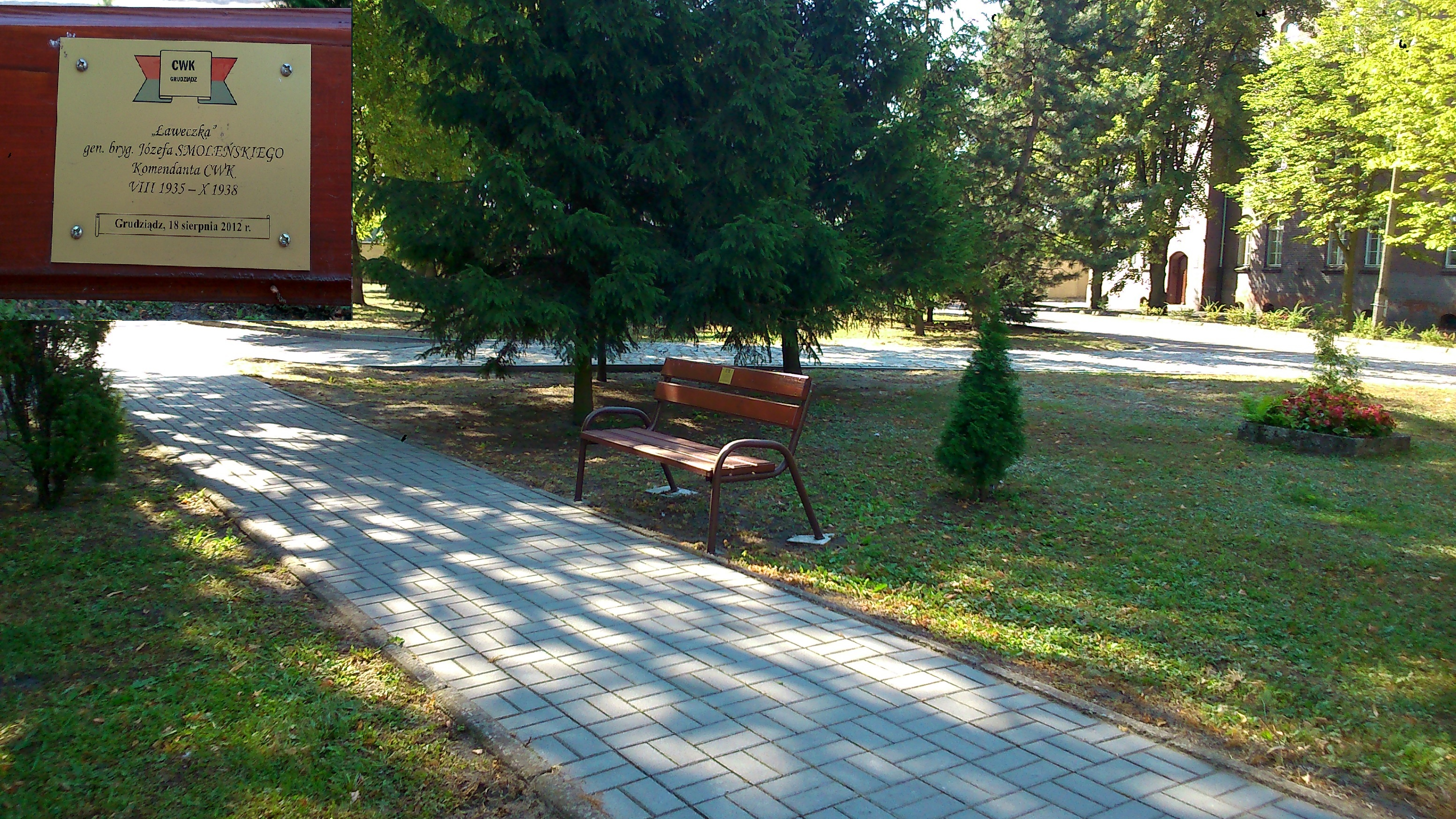
Placă pe banca comemorativă a generalului din fosta cazarmă a Centrului de Instruire a Cavaleriei din Grudziądz

Józef Smoleński a murit la Londra pe 19 ianuarie 1978 și a fost înmormântat la cimitirul Gunnersbury.
Nepotul său, Stéphane Crouzat a devenit în 2016 ambasadorul Franței în Irlanda. Are 3 strănepoți, Victor, Paul-Louis (alias PL) și Zoe.

## Decorații
- Crucea de argint a Ordinului Virtuti Militari (1921),
- Crucea de Comandor al Ordinului Polonia Restituta,
- Crucea Independenței (1931),
- Crucea Valorii (Polonia),
- Crucea de aur a meritului (Polonia),
- Crucea de Comandor al Ordinului Crucea Vulturului (Estonia, 1937).